# Juhász József (ejtőernyős)
Juhász József (1930  –) magyar ejtőernyős sportoló, oktató, nyugállományú alezredes.

## Életpálya
Az ejtőernyőzést 1944-ben a leventéknél ismerte meg, földi kiképzésben részesült. A második világháború után ejtőernyős katonának jelentkezett, de létszámfelettiként elutasították. 1949-ben végezte el a Honvéd Dózsa Gyalogos Tiszti Iskolát. Hivatásos katonaként, egy három hónapos kiképzés után 1952. augusztus 5-én Székesfehérváron végrehajtotta első ejtőernyős ugrását. 1953-ban 42 ugrásnál tartott. Az 1960-as évek elején a hadsereg újjáalakult ejtőernyős kiképzője. Szolgálati helyén, Taszáron eltöltött tíz év alatt 600ugrást hajtott végre. A Zrínyi Miklós Katonai Akadémia elvégzését követően Szolnokon kapott parancsnok-helyettesi beosztás. Ejtőernyős ugrásait 1983-ban, 2225 ugrással fejezte be.

## Sportegyesületei
- Kaposvári Ejtőernyős Klub
- Gyulai György Sport Egyesület ejtőernyős szakosztályának alapító tagja

## Sporteredmények
- Az Őcsényben rendezett területi versenyen 1500 méteres kombinált célba ugró versenyen I. helyezést ért el.
- Dunaújvárosban a dunántúli versenyen 1000 méteres célba ugrásban első helyezést ért el.
- 1972-ben vezetésével első alkalommal vett részt a Hadsereg Ejtőernyős Válogatottja a belgiumi Nemzetközi Katonai Ejtőernyős Versenyen, ahol a csapat 3. helyezést ért el, 1000 méteres célba ugrásban.

### Éjszakai rekord
A Balatonkiliti repülőtéren 1962 tavaszán egy Li–2-es repülőgépből éjszakai rekord kísérleti ejtőernyős ugrást hajtottak végre a légierő legjobb ejtőernyősei. A hét rekorder, H. Nagy Imre, Valkó Gyula, Magyar Miklós, Tóth Jenő, Juhász József, Gajdán Miklós és Gyürki Imre a hadsereg ejtőernyős csapatának tagjai és a három célugró: Kovács Sándor, Hüse Károly és Molnár Tibor. Az első célugró Molnár Tibor 2000 méteren, a másik kettő 4000 méteren hagyta el a gépet. 5480 méternél a hét rekorder szorosan egymást követve kiugrott a gépből, 80 másodperces zuhanórepülés után nyitották az ernyőket.

## Sportvezető
Alapító tagja volt a Veterán Ejtőernyősök és a Magyar Ejtőernyősök Bajtársi
Szövetségének. 1981-től a Szövetség tagja, tíz éven keresztül titkára, volt ügyvezető elnök.

## Szakmai sikerek
- I. osztályú versenyző.
- 1975-ben 2000 ugrása alkalmából a Haza Szolgálatáért Érdemérem arany fokozata kitüntetésben részesült.
- 1976-ban megkapta az Aranykoszorús I osztályú ejtőernyős tiszt kitüntető címet és

jelvényt.
- Több katonai kitüntetés birtokosa.